# Luciano Mirone
(Rita Borsellino nella prefazione a Gli insabbiati)
Luciano Mirone (Catania, 10 maggio 1961) è un giornalista e saggista italiano.

## Biografia
Figlio di un generale dei Carabinieri, inizia giornalisticamente fondando a Trapani, insieme a Giacomo Pilati, Vito Orlando e Salvatore Mugno il periodico giovanile Lo Scarabeo, di cui è anche direttore. Collabora poi con la redazione trapanese del Giornale di Sicilia. Tornato a Catania, professionalmente si è formato ne I Siciliani di Giuseppe Fava.
Con Rubbettino editore ha pubblicato nel 1997 Le città della luna. Otto donne sindaco in Sicilia", e nel 1999 e nel 2008 Gli insabbiati . Il libro racconta la storia degli otto "giornalisti siciliani uccisi dalla mafia e sepolti dall'indifferenza" (si tratta di: Cosimo Cristina, Giovanni Spampinato, Giuseppe Impastato, Mauro De Mauro, Beppe Alfano, Mauro Rostagno, Mario Francese, Giuseppe Fava).
Ha pubblicato anche Michele Abruzzo racconta... Il Teatro Siciliano, edizioni Greco.
Collabora con Il Venerdì (inserto settimanale de La Repubblica), Oggi e con la redazione palermitana de La Repubblica. Nel 2008 ha pubblicato con A&B "L'antiquario di Greta Garbo. Taormina, l'ultima dolce vita siciliana".
Nel 2011 ha scritto il monologo (interpretato da lui) Uno scandalo italiano. La storia di Cosimo Cristina, il primo giornalista 'suicidato' da Cosa Nostra, con le musiche di Giuseppe De Luca e le immagini di Francesco Mirone, rappresentato in prima nazionale il 2 maggio dello stesso anno presso l'auditorium della Biblioteca Nazionale Centrale di Roma, in occasione della Giornata Mondiale in Ricordo dei Giornalisti Uccisi promosso dall'Ordine nazionale dei giornalisti, dalla Federazione nazionale della stampa, dall'associazione stampa romana, da Libera Informazione, da Articolo 21 e da Ossigeno per l'informazione.
Nel 2012 (in occasione del trentesimo anniversario dell'assassinio del gen. Carlo Alberto dalla Chiesa) ha scritto il volume A Palermo per morire (Castelvecchi).
Nel 2013 ha curato il libro Il futuro è adesso (Melampo),con Leoluca Orlando, cinque volte sindaco di Palermo ed ex fondatore del Movimento per la democrazia "La Rete".
Nel 2014 ha pubblicato il libro Un 'suicidio' di mafia. La strana morte di Attilio Manca (Castelvecchi).
Nel 2015, assieme ad Antonio Bonanno che ha curato le illustrazioni, ha scritto i testi della graphic novel: "Cosimo Cristina. Il 'giornalista ragazzino' ucciso dalla mafia". Prefazione di Gian Carlo Caselli. (Round Robin editore).
Nello stesso anno, per i tipi di "Settecittà", pubblica un saggio sull'assassinio di Mauro Rostagno sul volume Dark Italy. Cronache dal lato oscuro del Belpaese (a cura di Pasquale Bottone).
Nel 2000 fonda e dirige il periodico cartaceo "L'Informazione" che concentra la sua attenzione sugli eventi che si svolgono in provincia di Catania, cui nel 2012 viene affiancata la versione online che si occupa soprattutto di attualità. Il 18 dicembre 2016 quest'ultima testata diventa un quotidiano di attualità e si occupa di informazione glocal, ovvero fatti e notizie che si svolgono in Sicilia (soprattutto) e in Italia inseriti nella contemporaneità del mondo globale.

## Pubblicazioni
- Luciano Mirone. Un paese (Tringale, Catania). Aprile 1989.
- Luciano Mirone, Michele Abruzzo racconta... Il teatro siciliano, Catania, Greco, 1992, ISBN 978-88-7512-331-4.
- Luciano Mirone, Le città della luna. Otto donne sindaco in Sicilia, Collana: Il colibrì, Soveria Mannelli, Rubbettino, 1997, ISBN 88-7284-579-3.
- Luciano Mirone, Gli insabbiati: storie di giornalisti uccisi dalla mafia e sepolti dall'indifferenza, Roma, Castelvecchi, 1999, ISBN 88-8210-116-9.
- Luciano Mirone, Un sogno in biancoverde. La fantastica storia della Belpassese, Collana: Sguardi, Acireale, A&B, 2006, ISBN 978-88-7728-112-8.
- Luciano Mirone. Gli Insabbiati (Castelvecchi). Prefazione di Rita Borsellino. Seconda edizione. Maggio 2008
- Luciano Mirone, L'antiquario di Greta Garbo. Taormina, l'ultima dolce vita siciliana, Collana: Sguardi, Acireale, A&B, 2008, ISBN 978-88-7728-134-0.
- Luciano Mirone. Recital-monologo teatrale "Uno scandalo italiano. La storia di Cosimo Cristina, il primo giornalista 'suicidato' da Cosa Nostra" (musiche Giuseppe De Luca. Immagini Francesco Mirone). 2011.
- Luciano Mirone. "A Palermo per morire. I cento giorni che costarono la vita al gen. Dalla Chiesa" (Castelvecchi). 2012.
- Luciano Mirone (a cura di). "Il futuro è adesso", con Leoluca Orlando. (Melampo. Milano). 2013.
- Luciano Mirone. "Un 'suicidio' di mafia. La strana morte di Attilio Manca". (Castelvecchi). 2014.
- Luciano Mirone (Testi di). Graphic novel: "Cosimo Cristina. Il 'giornalista ragazzino' ucciso dalla mafia". Con illustrazioni di Antonio Bonanno (Round Robin, Roma).
- Luciano Mirone. "Dark Italy. Il lato oscuro del Belpaese" (Settecittà). A cura di Pasquale Bottone. (Saggio su: "Caso Rostagno. È solo mafia?"). Con altri saggi di Santo Della Volpe (la corruzione in Italia), Mariangela Gritta Grainer (Ilaria Alpi), Vincenzo Vasile (Mauro De Mauro), Roberto Scardova (le stragi, i delitti di mafia, la P2, Aldo Moro), Francesco d'Ayala (la Trattativa), Giovanni Giovannetti (la mafia al Nord), Aldo Musci (la Strage di Bologna), Giuseppe Pipitone (Attilio Manca), Ettore Picardi(testimonianza di un Pm), Fabrizio Peronaci (la scomparsa di Mirella Gregori).
- Luciano Mirone. "Il set delle meraviglie. I film celebri girati in Sicilia. I retroscena e i paesaggi che hanno fatto sognare il mondo" (L'informazione), 2017.